# Jacob Mulee
Jacob Mulee (1968) è un allenatore di calcio keniota.

## Carriera
Dal 1999 al 2009 ha allenato il Tusker di Nairobi, la principale e più titolata squadra keniota, con una parentesi dal 2004 al 2005 nell'A.P.R. Kigali in Ruanda (dove ha vinto un campionato); con il Tusker ha anche vinto tre campionati nazionali nel 1999, nel 2000 e nel 2007. Dal 2003 al 2004 ha anche allenato la nazionale keniota, con cui si è qualificato alla Coppa d'Africa del 2004 (prima ed unica qualificazione nella storia degli Harambee Stars), durante la quale ha ottenuto l'unica vittoria nella storia della nazionale in questa manifestazione. In seguito ha guidato la nazionale del suo Paese anche per un breve periodo nel 2005, dal 2007 al 2008 e nel 2010. Nel 2020 diventa nuovamente allenatore del Kenya.

## Palmarès

### Club

#### Competizioni nazionali
- Campionato keniota: 3

Tusker: 1999, 2000, 2007
- Campionato ruandese: 1

A.P.R. Kigali: 2005